# Americano Creek
Der Americano Creek ist ein 12 Kilometer langes fließendes Gewässer im US-Bundesstaat Kalifornien. 
Er mündet in den Estero Americano, einen 15 Kilometer langen Ästuar des Pazifischen Ozeans, der unmittelbar nördlich von Point Reyes in die Bodega Bay entwässert.
Auf dieser Strecke durchfließt er die Countys Sonoma County und Marin County.

## Flusslauf
Die Quelle des Americano Creek liegt relativ niedrig in der Mendocino Range sechs Kilometer westlich von Cotati und nahe Santa Rosa. Der Fluss verläuft von dort an in westliche Richtung. Auf seinem Weg läuft das Fließgewässer an einer stillgelegten Deponie vorbei.  Ab diesem Punkt tieft sich das Flussbett ein und der Americano Creek wird tief genug um ihn im Winter mit Kajaks zu befahren. Die Kajakfahrer können den Fluss über einen ungepflasterten Weg erreichen, der von der Marsh Road ausgeht.
Der untere Flussabschnitt fließt weiterhin westwärts, vorbei an der Gemeinde Bloomfield. Die Nationalstraße State Route 1 überquert den Americano Creek mit Hilfe einer Brücke auf der Grenze zwischen den Sonoma und Marin Counties. 
Westlich des Highways heißt der Fluss Estero Americano. 

## Umwelt
Der kalifornische Bericht zur Wasserqualität aus dem Jahr 1994 beschrieb den Flusslauf des gesamten Americano Creek als „beeinträchtigt“, so wie es im Abschnitt 303(d) des Federal Water Resource Statutes definiert ist, verschuldet durch den Abfluss von Weideland und Feedlot Anlagen. 
1987 setzte ein einziges Senkloch 4.000 Tonnen Sedimente frei, dies führte zu Überflutungen in den flussabwärts angesiedelten Gemeinden und machte den Fluss unschiffbar. Gleichzeitig fanden sich Schadstoffe in gefährlich hohen Konzentrationen im Fluss, ein Übermaß an fäkalen Bakterien, Kupfer, Ammoniak-Verbindungen und Zink.
Das Quellgebiet des Flusses war ehemals Lebensraum für eine Vielzahl an seltenen und gefährdeten Arten. Es  stellt den natürlichen Lebensraum der Pflanzen Limnanthes vinculans, Trifolium amoenum und Lilium pardalinum subsp. pitkinense dar.
Es gibt in diesem Bereich des Flusslaufes eine stillgelegte Mülldeponie, ein Steinbruch war geplant, der 2006 seinen Betrieb aufnehmen sollte.
Der Americano Creek ist jedes Jahr vier bis sechs Monate ausgetrocknet.
Die ersten 13 Kilometer mäandert der Fluss durch ein breites Tal, das agrarökonomisch primär als Weideland genützt wird. Im unteren Bereich ist der Talboden flach und ausgedehnt. In dem Schwemmland sind kaum Steine vorhanden. Das Vieh weidet direkt im Flussbett und Krankheitserreger im Kot gelangen direkt in das Flussbett. 
Während der von November bis April dauernden Regenzeit verwandeln sich diese Flussniederungen teilweise in großflächige Sumpfgebiete. Der Großteil des natürlich vorkommenden Feuchtlandes wurde durch Überweidung vernichtet. Die Weidewirtschaft wird so intensiv betrieben, dass bereits Vieh gesehen wurde, welches ein sumpfiges Flussbett von einer Tiefe über 40 cm sowie einer Breite von über 100 Metern durchwatete.
Die Umgebung des Unterlaufs des Americano Creek wird ebenfalls landwirtschaftlich genutzt. In dieser Region wird jedoch der Fluss besser von dem Weideland abgetrennt. 
Der Estero Americano hingegen ist geschützt.
Die Durchflussmenge ist stark saisonal abhängig mit dem und höchsten Wert in den regnerischen Wintermonaten. 
Wasserüberprüfungen ergeben regelmäßig, dass die pH-Werte des Americano Creeks zwischen 7,5 und 8,0 liegen. Dies erfüllt die Forderungen des State of California Basin Plans.

## Brücken
Der Americano Creek wird von drei Straßen überbrückt, von der Gericke Road, der Roblar Road und der Valley Ford Road. 
Die neueste dieser Brücken ist die 1985 erbaute,  22,3 Meter lange Valley Ford Road Brücke in Plattenbauweise, die 5,8 Kilometer östlich der Anschlussstelle zur State Route 1 liegt. 
Die älteste Brücke, 1964 errichtet, ist die Überbrückung über die Roblar Road, ein Durchlass  1,1 Kilometer in östlicher Entfernung von der Valley Ford Road/Straße.
Die Gericke Road Brücke, von 1972 ist eine lange, durchgehende Betonkonstruktion, südlich der Valley Ford Road.